# Voivodat de Zielona Góra
El Voivodat de Góra Voivodeship (en polonès: województwo zielonogórskie) fou una divisió administrativa (voivodat) i govern local de Polònia entre els anys 1950 i 1998, succeït pel Voivodat de Lubusz. La seva capital era Zielona Góra.

## Principals nuclis de població (habitants el 1995)
- Zielona Góra (116.100)
- Nowa Sól (43.200)
- Żary (40.900)
- Żagań (28.300)
- Świebodzin (22.700)